# KZ Dautmergen
Das Konzentrationslager Dautmergen, kurz KZ Dautmergen, war ein Außenlager des Konzentrationslagers Natzweiler-Struthof (als verwaltungsmäßigem Stammlager). Es befand sich zwischen Dautmergen und Schömberg im heutigen Zollernalbkreis und war das größte der sieben Konzentrationslager des Unternehmen „Wüste“, einem Projekt des NS-Regimes zur Treibstoffgewinnung aus Ölschiefer.
Um das Konzentrationslager vom bereits bestehenden KZ Schömberg in der Nähe des Schömberger Bahnhofs, auch Bahnhofs-KZ genannt, unterscheiden zu können, wurde das Lager nach der naheliegenden Gemeinde Dautmergen benannt, obwohl sich das Lager auf Gemarkung Schömberg befand.
Dem KZ Dautmergen werden besonders katastrophale Lager- und Arbeitsbedingungen mit sehr hoher Sterblichkeit sowie grausame Ermordungen und Hinrichtungen zugeschrieben.

## Geschichte

### Vorgeschichte
Unter dem Tarnnamen Unternehmen „Wüste“ plante das Reichsministerium für Rüstung und Kriegsproduktion die Gewinnung von kriegswichtigem Treibstoff aus Posidonienschiefer, da durch den Vormarsch der Roten Armee wichtige Erdölgebiete in Estland und Rumänien verloren gingen. In den „Wüste“-Werken 2 bis 10 entlang der Bahnstrecke Tübingen–Sigmaringen und der Nebenbahn Balingen–Rottweil sollten vor allem KZ-Häftlinge zum Einsatz kommen, da immer weniger ausländische Zivilarbeiter und Kriegsgefangene in Deutschland zur Verfügung standen.

### Einrichtung und Betrieb des Lagers

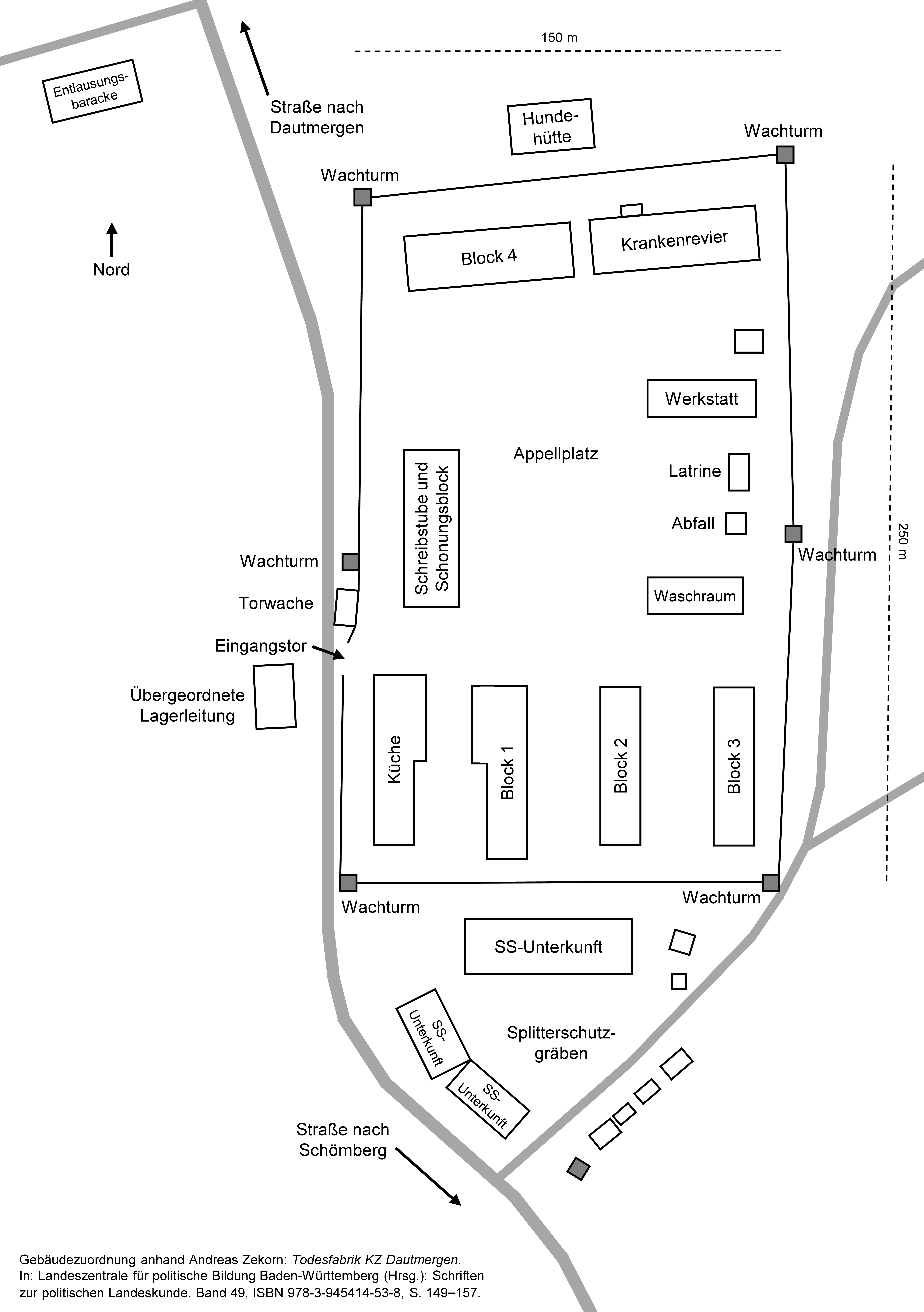
Lageplan des KZ Dautmergen

Als im August und September 1944 die ersten Häftlinge aus Auschwitz und Dachau nach Dautmergen gebracht wurden, waren lediglich Zelte aufgestellt und es bestand keine Wasserversorgung. Bei Regen verwandelte sich die Wiese, auf der das Lager errichtet wurde, in eine einzige Schlammfläche.
Nach und nach wurden vier fensterlose Pferdebaracken ohne Fußboden errichtet, in denen 300–600 Häftlinge hausen mussten. Ebenfalls um den Appellplatz herum waren bis zur Auflösung des Lagers ein Krankenrevier, ein Schonungsblock, eine Küche, ein Waschraum, eine Werkstatt sowie eine Schreibstube angeordnet. Am südlichen Rand des KZ lagen Baracken der SS. Mehrere Wachtürme waren an der Umzäunung des Lagers platziert.
Neben dem Lager, auf der anderen Straßenseite, befand sich die Baracke der SS-Verwaltung „Wüste“ und somit der übergeordneten Lagerleitung der „Wüste“-Lager Dautmergen, Dormettingen, Bisingen, Schömberg und Schörzingen sowie des KZ Spaichingen. Übergeordnete Lagerleiter waren Josef Seuß, Franz Johann Hofmann sowie Eugen Wurth. Nördlich der übergeordneten Lagerleitung, ebenfalls außerhalb des Lagers an der Straße, wurde eine Entlausungsbaracke errichtet.
Bereits im Oktober 1944 wurde die Einäscherung der Toten eingestellt. Stattdessen legte man rund 300 Meter östlich des Lagers, im Schönhager Loch, Massengräber an.

### Auflösung des Lagers
Bereits im Februar 1945 begann aufgrund des Näherrückens der Alliierten und dem geplanten Einsatz von Zivilarbeitskräften statt Häftlingen in den „Wüste“-Werken der Abtransport der Häftlinge in offenen Güterwaggons nach Dachau-Allach. Kälte, Hunger und Terror forderten auf dem Transport zahlreiche Tote. Die rund 500 zurückgebliebenen Häftlinge wurden am 17. und 18. April 1945 auf Todesmärsche mit Ziel Dachau oder Tirol geschickt und größtenteils am 23. April 1945 in Altshausen befreit. Einige kranke, schwache sowie sich versteckt haltende Häftlinge blieben zurück und wurden durch die Franzosen befreit.
Zur Exhumierung der Massengräber im Schönhager Loch wurden 80 Kriegsverbrecher aus dem Lager Reutlingen sowie 75 ehemalige NSDAP-Mitglieder verpflichtet. Insgesamt wurden 75 Gruben mit 1774 Toten aufgefunden, wovon 85–90 Prozent aus dem KZ Dautmergen stammten.
Neben dem ersten Lagerführer des KZ Dautmergen Josef Seuß, der vor dem Dachauer Militärgerichtshof zum Tode verurteilt wurde, wurden bei den Rastatter Kriegsverbrecherprozessen sechs SS-Angehörige sowie zwei Funktionshäftlinge wegen im KZ Dautmergen begangener Verbrechen zum Tode verurteilt und hingerichtet.
Heute wird das Gelände des ehemaligen KZs landwirtschaftlich genutzt und ist teilweise bebaut. Von den KZ-Bauten sind keinerlei Überreste erhalten.

## Belegung

### Häftlinge
Durchschnittlich waren im KZ Dautmergen rund 3000 Häftlinge im Alter von 13–71 Jahren untergebracht, die maximal dokumentierte Belegung lag bei 3181 Häftlingen. Es handelte sich um Häftlinge mit verschiedensten Nationalitäten und Internierungsgründen. Etwa 1000 Häftlinge waren baltische Juden.
Die Lagerältesten, welche als Funktionshäftlinge mit unbeschränkten Kompetenzen bezüglich der Mithäftlinge betraut und für die Ordnung im Lager mitverantwortlich waren, zeichneten sich teilweise durch extreme Gewalttätigkeit und Blutgier aus. Zwei Lagerälteste wurden bei den Rastatter Kriegsverbrecherprozessen 1947 gar für mehrere nachgewiesene Tötungen zum Tode verurteilt.
Im KZ Dautmergen waren unter anderem der polnische Dichter Tadeusz Borowski, welcher seine Erlebnisse literarisch verarbeitete, sowie der Franzose Ludovic de La Chapelle, der Szenen des Lageralltags zeichnete, inhaftiert. Eine von La Chapelle gezeichnete Erschießung von Häftlingen, die in der Endphase des Lagers stattfand, wurde von seinem Mithäftling Alex Sofer so beschrieben:

„Es geschah nach Arbeitsende um 7 Uhr am Abend. Eine Gruppe von 11 SS-Männern mit Gewehren stand in der Mitte der Straße. Zwei Reihen von je elf zusammengebundenen Männern wurden hereingebracht. Die Verurteilten kamen mit gebeugten Häuptern herein und trugen nur Hemden und keine Schuhe. Ein Auto beleuchtete die Lagerstraße. Das ganze Lager stand an der Seite und beobachtete alles. Die Mörder-Offiziere schauten auf ihre Opfer. Es war totenstill. Plötzlich wurde die Stille durch den Ruf eines russischen Verurteilten unterbrochen: 'Genossen, wir sterben für die Freiheit! Tod den Mördern! Rächt euch!“

Der Exekution fielen 22 Menschen zum Opfer.
Alex Sofer (* 5. Mai 1922 im Krynki; † 19. August 2002 in Montevideo) überlebte das KZ Dautmergen und schrieb im DP-Lager Degerloch auf Jiddisch seine Erinnerungen auf. Nach einer früheren Veröffentlichung in Uruguay und einer späteren englischen Übersetzung sind diese Erinnerungen 2023 auch auf Deutsch erschienen.

### Lagerpersonal
Das Personal der Lager-SS, welches für die Verwaltung und Ordnung des Lagers unter Einsatz teils grausamster Mittel zuständig war, belief sich zum Zeitpunkt der Einrichtung des Lagers auf 60 Mann. Zusätzlich wurden 50–60, möglicherweise bis zu 120 Wachmänner zur Bewachung der Häftlinge auf dem Weg zur Arbeit und bei der Arbeit selbst eingesetzt. Zudem waren die Wachtruppen für die Bewachung des Lagers von außen (auf den Wachtürmen) zuständig.
Lagerführer des KZ Dautmergen waren unter anderem Josef Seuß, Hubert Lisken und Erwin Dold. Durch äußerst grausames und sadistisches Verhalten stach SS-Unterscharführer Stefan Kruth hervor, der möglicherweise ebenfalls Lagerführer war, zumindest von vielen Häftlingen jedoch als solcher angesehen wurde.
Erwin Dold, der letzte Lagerführer des KZ Dautmergen, sorgte für eine Besserung der Lagerverhältnisse, verbot die Prügelei, beschaffte durch illegale Lastwagenfahrten weitere Lebensmittel für die Häftlinge und wurde bei den Rastatter Kriegsverbrecherprozessen 1947 als einziger KZ-Lagerführer wegen erwiesener Unschuld freigesprochen.

## Lager- und Arbeitsalltag
Nach dem morgendlichen Appell, bei dem die anwesenden sowie die über Nacht verstorbenen Häftlinge gezählt wurden, trieben die Wachtruppen die Häftlinge in Gruppen zu den Arbeitseinsätzen, welche 12–14 Stunden dauerten. Die Häftlinge wurden vor allem für den Aufbau der Ölgewinnungsanlagen sowie zum händischen Schieferabbau und -brechen für die „Wüste“-Werke 6–9 (Dormettingen-Süd, -Ost, -West sowie Schömberg) eingesetzt. Im Lager mussten die Verstorbenen „zu den Haufen Toten der Nacht zuvor“ getragen werden, welche regelmäßig durch sogenannte Leichenkommandos, ebenfalls aus Häftlingen bestehend, zu den Massengräbern im Schönhager Loch gebracht wurden.
Neben der körperlichen Schwerstarbeit litten die Häftlinge unter Mangelernährung, unzulänglicher Kleidung und fehlender Hygiene sowie dem schlechten Zustand des Lagers. Neben der Kälte und Feuchtigkeit erwiesen sich auch die Löcher, welche als Latrine dienten, als Gefahr. Mehrere Häftlinge stürzten nachts in die unbeleuchteten Löcher oder wurden hineingestoßen und ertranken. Es grassierten Seuchen wie Fleckfieber, Typhus und Ruhr. Darüber hinaus waren Misshandlungen und Schikanen bis hin zu Ermordungen an der Tagesordnung. So wurde von wöchentlichem Umgraben des Appellplatzes zum Erhalt des schlammigen Bodens, Prügelstrafen, tagelangem Stehen mit gefesselten Händen, Pfahlhängen, Hinrichtungen am Galgen und Massenerschießungen berichtet.
Insgesamt sind 1467 im KZ Dautmergen zwischen dem 20. November 1944 und dem 7. April 1945 verstorbene Häftlinge registriert. Bezogen auf den Zeitraum zwischen Errichtung und Räumung des Lagers (August 1944 – 18. April 1945) werden 1716 Tode im Lager angenommen. Werden auch die Transporte in andere Lager sowie der Todesmarsch berücksichtigt, dürfte die Sterblichkeit bei rund 50 Prozent gelegen haben. Das KZ Dautmergen hatte somit eine der höchsten Sterblichkeitsraten aller Außenlager des KZ Natzweiler-Struthof sowie die höchsten Todeszahlen aller „Wüste“-Lager.
Überlebende Häftlinge beschrieben das Lager als „Teufelsmühle“ (Tadeusz Borowski) „Todesfabrik, eine richtige Hölle“, „Mörderlager“, „Mordfabrik“ und „schlimmer als Auschwitz“.

## KZ-Ehrenfriedhof und Gedenkstätte
Nach Kriegsende ordnete die französische Besatzungsmacht die Exhumierung der Toten aus den Lagern Schörzingen, Schömberg und Dautmergen sowie die Anlage eines KZ-Friedhofs in Schömberg an. Zunächst wurde ein Gedenkort im Schönhager Loch angelegt und bepflanzt, aufgrund seiner zu unauffälligen Lage allerdings nie eröffnet. Stattdessen wurde am 23. Oktober 1946 der KZ-Friedhof Schömberg rund 500 Meter südlich des KZ Dautmergen an der L 435 eingeweiht, wo 1755 Todesopfer der Konzentrationslager Dautmergen und Schömberg ruhen.
Im Jahre 1956 wurde der KZ-Ehrenfriedhof umgestaltet, unter anderem ersetzten Steinkreuze die Holzkreuze. In den 1970er-Jahren kam ein Mahnmal für die Juden hinzu, die Anzahl der Kreuze wurde reduziert und der Friedhof parkähnlich umgestaltet.
Seit 1977 veranstalten die katholischen und evangelischen Kirchengemeinden des Oberen Schlichemtals am Volkstrauertag eine Gedenkfeier auf dem KZ-Friedhof.
Neben dem KZ-Ehrenfriedhof befindet sich seit 2007 ein Lern- und Gedenkort über die Konzentrationslager Dautmergen und Schömberg. Zudem gibt es Gottesdienste und geführte Wanderungen, die in vier Etappen Stationen der Todesmärsche von 1945 erwandern.

## Dokumentation
- Hinter dem Dorf die Hölle – Die letzten KZ auf der Schwäbischen Alb, Dokumentarfilm, Deutschland 2012, 48:41 Min. in zwei Teilen, Guido Grandt (Teil 1 und Teil 2 bei YouTube)